# Giovanni Lazzaro
Giovanni Lazzaro (* 27. Juli 2004 in Treviso) ist ein italienischer Mittelstreckenläufer, der sich auf den 800-Meter-Lauf spezialisiert hat.

## Sportliche Laufbahn
Erste internationale Erfahrungen sammelte Giovanni Lazzaro im Jahr 2021, als er bei den U20-Europameisterschaften in Tallinn mit 1:56,29 min in der ersten Runde über 800 Meter ausschied. Im Jahr darauf schied er bei den U20-Weltmeisterschaften in Cali mit 1:51,72 min im Halbfinale aus und 2023 kam er bei den U20-Europameisterschaften in Jerusalem mit 1:50,66 min nicht über den Vorlauf hinaus und verhalf der italienischen 4-mal-400-Meter-Staffel zum Finaleinzug. 2025 schied er bei den Halleneuropameisterschaften in Apeldoorn mit 1:47,72 min in der ersten Runde über 800 Meter aus und anschließend schied er bei den Hallenweltmeisterschaften in Nanjing mit 1:48,06 min im Semifinale aus. Im Juli gewann er bei den U23-Europameisterschaften in Bergen in 1:44,98 min die Bronzemedaille hinter dem Niederländer Niels Laros und Justin Davies aus dem Vereinigten Königreich.
2025 wurde Lazzaro italienischer Hallenmeister im 800-Meter-Lauf.

## Persönliche Bestleistungen
- 800 Meter: 1:44,95 min, 2. Juni 2025 in Rovereto
  - 800 Meter (Halle): 1:47,42 min, 23. Februar 2025 in Ancona